# Élisabeth Candavène
Élisabeth Candavène, décédée vers 1240/1247, est une noble du XIIIe siècle, héritière du comté de Saint-Pol. Elle le dirige après la mort de son mari, Gaucher III de Châtillon, mais ses fils Guy et Hugues, la privent successivement de ses pouvoirs grâce au soutien de la monarchie française.

## Biographie
Élisabeth est la fille aînée de Hugues IV de Campdavaine, comte de Saint-Pol et de son épouse Yolande de Hainaut. Faute de frère, elle est considérée comme l'héritière de son père, dès son enfance. En 1196, elle épouse Gaucher III de Châtillon, proche de Philippe Auguste, probablement sous la pression de ce dernier.
À la mort de son père, en 1205, c'est son mari qui exerce le pouvoir sur le comté, en l'associant parfois à ses décisions. Quand celui-ci meurt en 1219, elle prend les rênes sans y convier ses fils, Guy et Hugues, pourtant déjà majeurs. Le cadet prend possession des terres héritées de son père en Champagne, tandis que le premier entreprend de dépouiller sa mère de ses droits et propriétés. Il y parvient à travers deux traités, en 1222 et 1223, mais meurt en 1226, ce qui permet à Élisabeth de reprendre la main sur son héritage.
Hugues demande alors à hériter de son frère et entre en conflit avec sa mère. Probablement pour obtenir le soutien de Ferdinand de Bourgogne, alors en guerre avec la dynastie capétienne, la comtesse épouse le chevalier de rang inférieur Jean de Béthune en 1228, mais cela ne suffit pas, et elle cède à son deuxième fils en se repliant dans le château de Cercamp. Elle y restera jusqu'à sa mort, entre 1240 et 1247.